# 하정헌
하정헌(河廷憲, 1987년 10월 14일 ~ )은 대한민국의 전직 축구 선수이다. 현역 시절 포지션은 공격수였다.

## 축구인 경력

### 선수 경력
2008년에 내셔널리그의 수원시청에 입단했다. 리그 후반기에 리그 10경기에 출전하며 10골 1도움을 기록했다
2009년 수원시청에서 총 32경기 17골 3도움 을 기록을 남겼으며 시즌 이후 K리그 도전에 나섰다.
2010 K리그 드래프트에서 강원 FC에 지명되어 프로 무대에 첫 발을 디뎠으며 3월 6일 FC 서울과의 경기에서 데뷔전을 치렀다. 이후 2010년 5월 2일에 열린 대구 FC와의 경기에서 프로 데뷔골을 기록했으며 이 경기에서 2골을 기록하며 팀의 2-2 무승부를 이끌었다.
2012년 고양 국민은행으로 이적하였으며 이듬해 프로 리그인 K리그 챌린지에 진출한 수원 FC로 이적하였다.
2015년 안산 경찰청으로 군복무 이적하면서 꾸준히 경기에 출전하고 있다.
제대 후 K3리그의 시흥 시민축구단으로 이적했다. 2018시즌까지 시흥에서 뛴 하정헌은 2018시즌 종료 후 현역에서 은퇴했다.